# Sabarat
Sabarat is een gemeente in het Franse departement Ariège (regio Occitanie) en telt 284 inwoners (1999). De plaats maakt deel uit van het arrondissement Pamiers.

## Geografie
De oppervlakte van Sabarat bedraagt 9,5 km², de bevolkingsdichtheid is 29,9 inwoners per km².

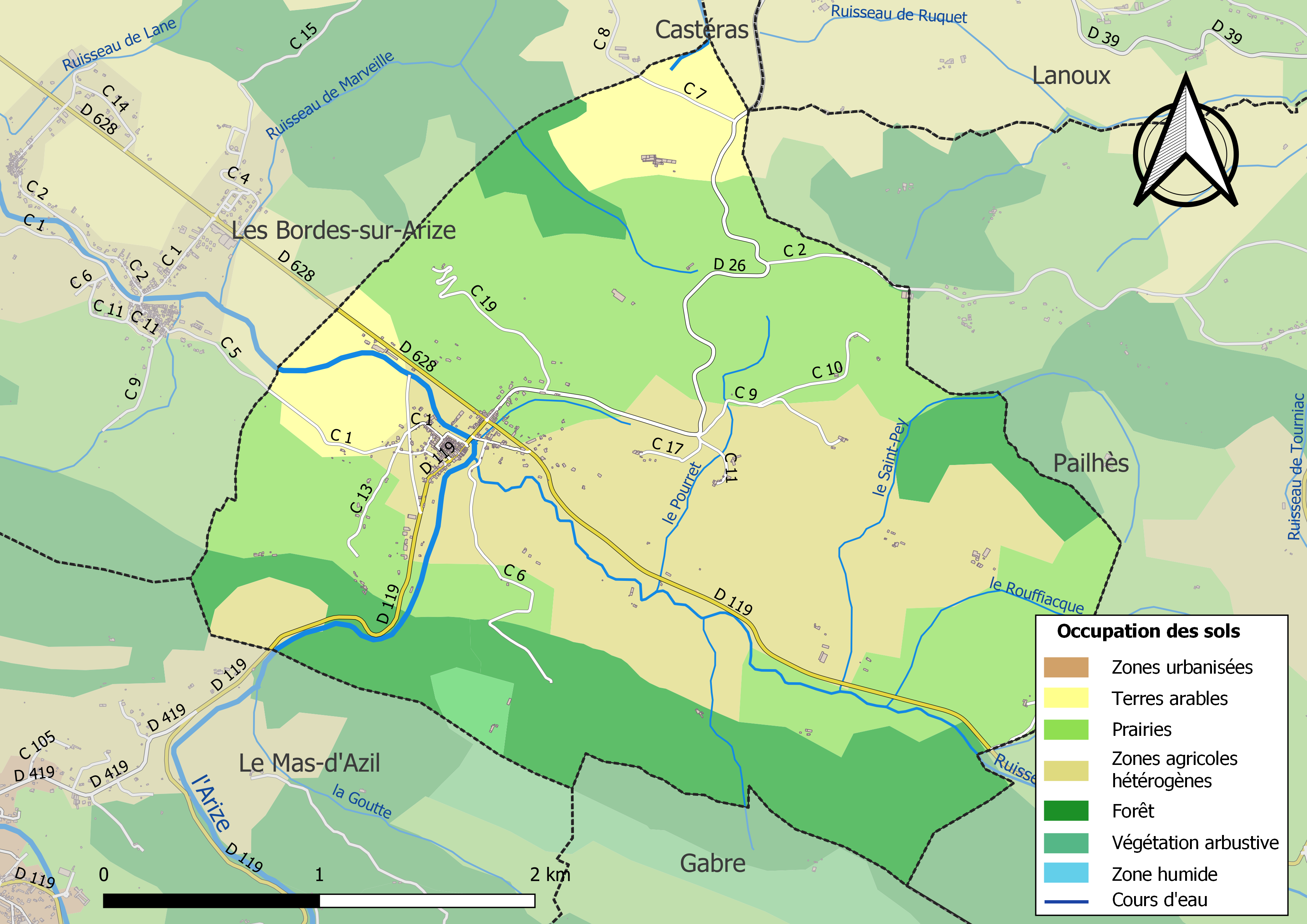
Kaart van de gemeente met de belangrijkste infrastructuur, bodemgebruik en omliggende gemeenten

## Demografie
Onderstaande figuur toont het verloop van het inwonertal (bron: INSEE-tellingen).

Vanwege een beveiligingsprobleem met de MediaWiki Graph-software is het momenteel niet mogelijk deze grafiek weer te geven. Zodra de software is bijgewerkt zal de grafiek vanzelf weer zichtbaar worden.